# Atrotorquata
Atrotorquata es un género de hongos perteneciente a la familia Cainiaceae. El género es monotípico, conteniendo únicamente la especie Atrotorquata lineata, que se encuentra en los EE. UU. y fue descrita en 1993.